# Mimodactylus
Mimodactylus libanensis
Genre
Espèce
Mimodactylus est un genre fossile de ptérosaures ptérodactyloïdes. Selon Paleobiology Database en 2022, ce genre est monotypique et l'unique espèce et espèce type est Mimodactylus libanensis.

## Présentation
Le genre Mimodactylus et l'espèce Mimodactylus libanensis sont décrits et publiés par Alexander Wilhelm Armin Kellner et al. en 2019 et ont vécu au Crétacé supérieur, dans l'aire géographique du Liban actuel.

## Découverte et nom d'espèce

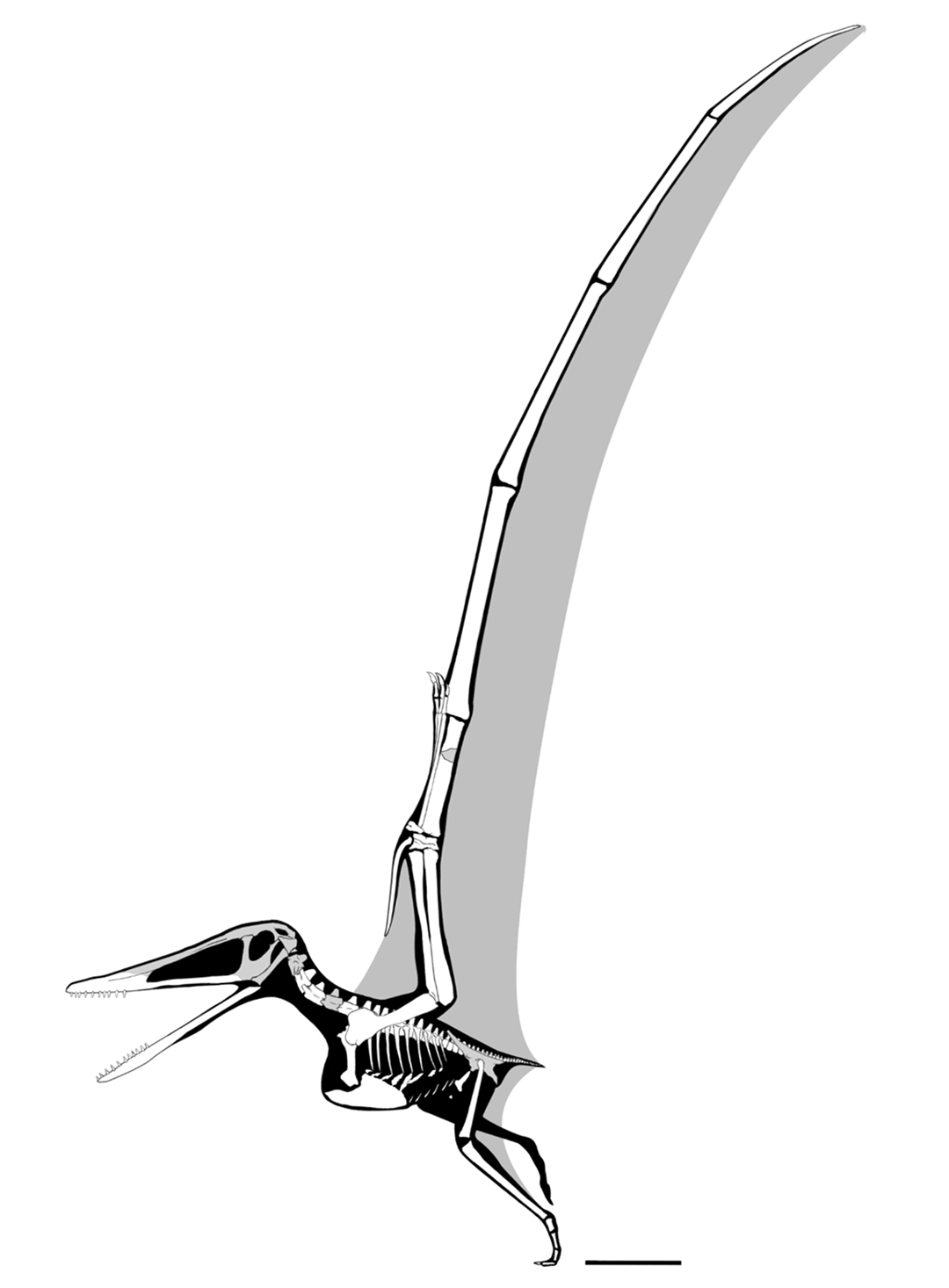
Silhouette et squelette schématique de Mimodactylus.
La barre horizontale noire mesure 5 cm.

Dans le Lagerstätte de la formation de Sannine à Hjoula, à dix kilomètres du port de Jbail dans les terres, des chasseurs de fossiles font régulièrement d’importantes découvertes dont ils font commerce. Un squelette de ptérosaure rare a été acquis par un bienfaiteur anonyme et donné au Musée des minéraux de Beyrouth de l'Université Saint-Joseph. Il a été préparé au Canada par Luke Allan Lindoe, technicien à l'Université de l'Alberta. 
En 2019, l'espèce type Mimodactylus libanensis a été nommée et décrite par Alexander Wilhelm Armin Kellner, Michael Wayne Caldwell, Borja Holgado, Fabio Marco Dalla Vecchia, Roy Nohra, Juliana Manso Sayão et Philip John Currie. Le nom générique est une référence au MIM, acronyme habituel du musée, associé au grec δάκτυλος, daktylos, « doigt ». L'épithète spécifique fait référence à sa provenance du Liban. 
Le spécimen type, MIM F1, a été mis au jour dans un gisement marin de la Craie de Sannine datant de la fin du Cénomanien, soit il y a environ 95 Ma (millions d'années). Ces sédiments se sont déposées au large de la plaque afro-arabe, au sud de l'océan Téthys. Le squelette est relativement complet, avec un crâne et des mâchoires inférieures. Il manque des vertèbres et des éléments pelviens. Le squelette est en grande partie articulé et partiellement préservé dans les trois dimensions, mais l'arrière du crâne est fortement comprimé. C'est un individu juvénile. Il représente le squelette de ptérosaure le plus complet retrouvé sur la plaque afro-arabe. L'Université de l'Alberta a réalisé un moulage portant le numéro d'inventaire MN 7216-V.

## Description

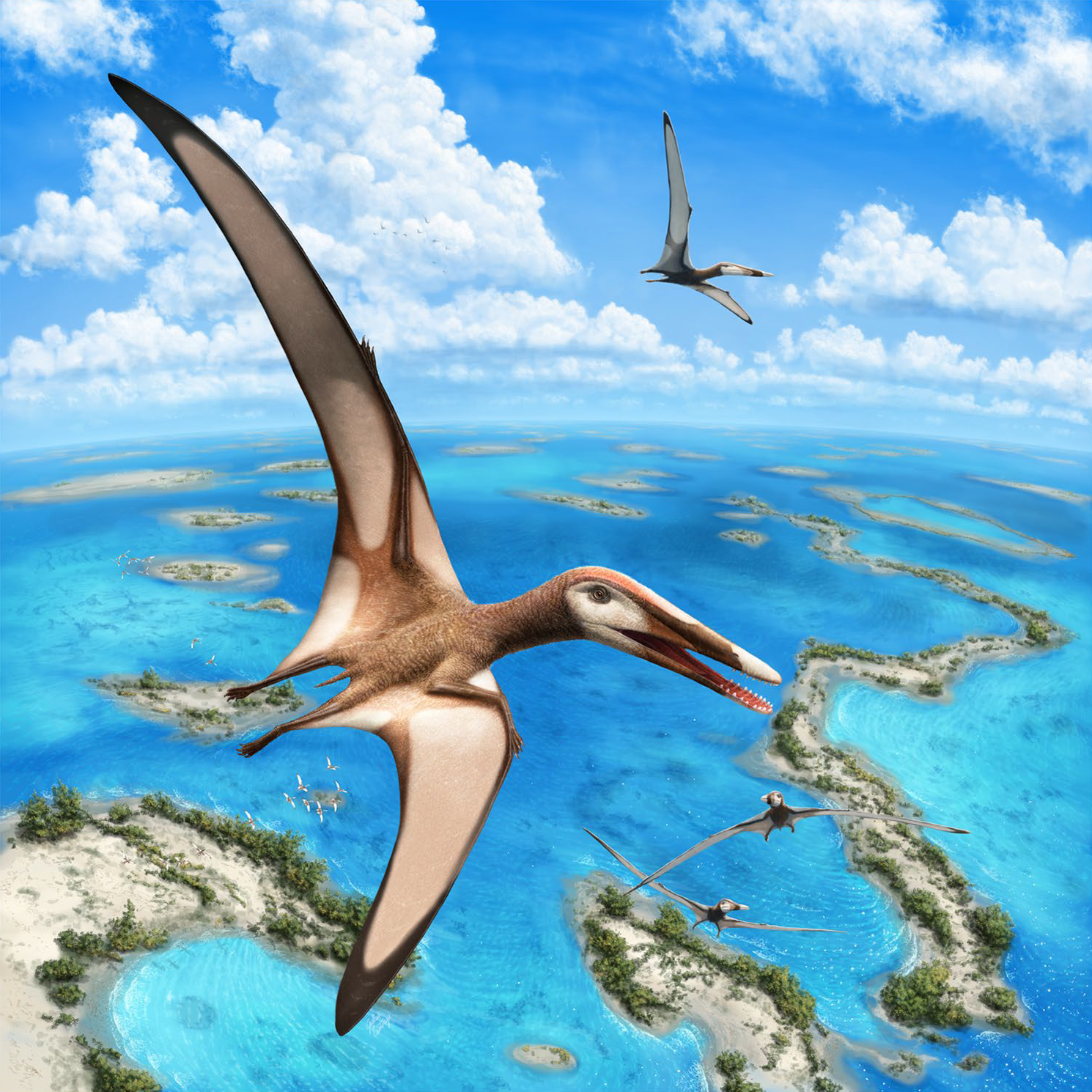
Vue d'artiste (paléoart) de Julius Thomas Csotonyi.

Le spécimen type de Mimodactylus (MIM F1) a une envergure de 1,32 mètre, mais le spécimen n'avait pas atteint sa taille adulte. 
Les auteurs de la découverte ont identifié certains traits distinctifs. Deux d'entre eux sont des autapomorphies, des caractères dérivés uniques. L'humérus présente une crête deltopectorale rectangulaire. L'humérus mesure moins de la moitié de la deuxième phalange du quatrième doigt (de l'aile).
De plus, les fossiles présentent une combinaison de traits unique aux Ornithocheiroidea. Le palais présente une crête particulière. Les mâchoires supérieures ont chacune onze dents et les mâchoires inférieures ont chacune dix dents. L'omoplate est un peu plus longue que le coracoïde. L'humérus est 30% plus long que le fémur. La crête deltopectorale couvre 40% de la longueur de la tige de l'humérus. 
Deux autres spécimens de ptérosaures en provenance du site de la Lagerstätte de Hjoûla sont connus. L'un d'entre eux est le spécimen type de Microtuban, l'autre le spécimen MSNM V 3881. Selon les auteurs qui les ont décrits, les proportions des deux espèces étaient clairement différentes de celles du spécimen type Mimodactylus, ce qui prouve qu'elles représentent des taxons différents. 

## Phylogénie
En 2019, Mimodactylus est, au sein des Lanceodonta, placé dans les Istiodactyliformes. Plus précisément, il s'agit d'un membre des Mimodactylidés, en tant que groupe frère d'Haopterus. 
Le cladogramme ci-dessous provient de la topologie récupérée par Kellner et al. en 2019.
| Mimodactylidae | \| \| Haopterus \| \| \| \| \| \| Mimodactylus \| \| \| \| |
|                | \| \| Haopterus \| \| \| \| \| \| Mimodactylus \| \| \| \| |
|                | Haopterus                                                  |
|                |                                                            |
|                | Mimodactylus                                               |
|                |                                                            |

|  | Haopterus    |
|  |              |
|  | Mimodactylus |
|  |              |

|  | Liaoxipterus                                                                      |
|  |                                                                                   |
|  | \| \| Istiodactylus sinensis \| \| \| \| \| \| Istiodactylus latidens \| \| \| \| |
|  |                                                                                   |
|  | Istiodactylus sinensis                                                            |
|  |                                                                                   |
|  | Istiodactylus latidens                                                            |
|  |                                                                                   |

|  | Istiodactylus sinensis |
|  |                        |
|  | Istiodactylus latidens |
|  |                        |

|  | Liaoxipterus                                                                      |
|  |                                                                                   |
|  | \| \| Istiodactylus sinensis \| \| \| \| \| \| Istiodactylus latidens \| \| \| \| |
|  |                                                                                   |
|  | Istiodactylus sinensis                                                            |
|  |                                                                                   |
|  | Istiodactylus latidens                                                            |
|  |                                                                                   |

|  | Istiodactylus sinensis |
|  |                        |
|  | Istiodactylus latidens |
|  |                        |

|  | Liaoxipterus                                                                      |
|  |                                                                                   |
|  | \| \| Istiodactylus sinensis \| \| \| \| \| \| Istiodactylus latidens \| \| \| \| |
|  |                                                                                   |
|  | Istiodactylus sinensis                                                            |
|  |                                                                                   |
|  | Istiodactylus latidens                                                            |
|  |                                                                                   |

|  | Istiodactylus sinensis |
|  |                        |
|  | Istiodactylus latidens |
|  |                        |

|  | Liaoxipterus                                                                      |
|  |                                                                                   |
|  | \| \| Istiodactylus sinensis \| \| \| \| \| \| Istiodactylus latidens \| \| \| \| |
|  |                                                                                   |
|  | Istiodactylus sinensis                                                            |
|  |                                                                                   |
|  | Istiodactylus latidens                                                            |
|  |                                                                                   |

|  | Istiodactylus sinensis |
|  |                        |
|  | Istiodactylus latidens |
|  |                        |

| Mimodactylidae | \| \| Haopterus \| \| \| \| \| \| Mimodactylus \| \| \| \| |
|                | \| \| Haopterus \| \| \| \| \| \| Mimodactylus \| \| \| \| |
|                | Haopterus                                                  |
|                |                                                            |
|                | Mimodactylus                                               |
|                |                                                            |

|  | Haopterus    |
|  |              |
|  | Mimodactylus |
|  |              |

|  | Liaoxipterus                                                                      |
|  |                                                                                   |
|  | \| \| Istiodactylus sinensis \| \| \| \| \| \| Istiodactylus latidens \| \| \| \| |
|  |                                                                                   |
|  | Istiodactylus sinensis                                                            |
|  |                                                                                   |
|  | Istiodactylus latidens                                                            |
|  |                                                                                   |

|  | Istiodactylus sinensis |
|  |                        |
|  | Istiodactylus latidens |
|  |                        |

|  | Liaoxipterus                                                                      |
|  |                                                                                   |
|  | \| \| Istiodactylus sinensis \| \| \| \| \| \| Istiodactylus latidens \| \| \| \| |
|  |                                                                                   |
|  | Istiodactylus sinensis                                                            |
|  |                                                                                   |
|  | Istiodactylus latidens                                                            |
|  |                                                                                   |

|  | Istiodactylus sinensis |
|  |                        |
|  | Istiodactylus latidens |
|  |                        |

|  | Liaoxipterus                                                                      |
|  |                                                                                   |
|  | \| \| Istiodactylus sinensis \| \| \| \| \| \| Istiodactylus latidens \| \| \| \| |
|  |                                                                                   |
|  | Istiodactylus sinensis                                                            |
|  |                                                                                   |
|  | Istiodactylus latidens                                                            |
|  |                                                                                   |

|  | Istiodactylus sinensis |
|  |                        |
|  | Istiodactylus latidens |
|  |                        |

|  | Liaoxipterus                                                                      |
|  |                                                                                   |
|  | \| \| Istiodactylus sinensis \| \| \| \| \| \| Istiodactylus latidens \| \| \| \| |
|  |                                                                                   |
|  | Istiodactylus sinensis                                                            |
|  |                                                                                   |
|  | Istiodactylus latidens                                                            |
|  |                                                                                   |

|  | Istiodactylus sinensis |
|  |                        |
|  | Istiodactylus latidens |
|  |                        |

## Paléobiologie
L'habitat de Mimodactylus est constitué d'îles et d'archipels situés sur le vaste plateau calcaire qui s'étend depuis la côte nord du plateau afro-arabique, dans le Néotéthys. 
La denture de Mimodactylus diffère de celle observée chez les autres ptérosaures connus. Ses courtes dents coniques droites et lisses permettraient d'écraser les exosquelettes d'arthropodes. Cela pourrait indiquer qu'il s'agirait d'un insectivore, bien que les insectes soient totalement absents des couches du Lagerstätte. L'absence de plantes fossiles prouve que ce lieu se situe au large des terres. Les ailes allongées de Mymodactylus n'offrent pas la manœuvrabilité nécessaire pour attraper des insectes qui volent rapidement. Cependant, elles permettraient un vol stable durant la phase de montée dynamique au-dessus de la surface de la mer. Le site est riche en fossiles de crustacés appartenant aux Decapoda. Des sortes de crevettes auraient pu être capturées à la surface de l'eau grâce au large bec, à la même manière de certains canards, hérons et bec-en-sabot actuels. 